# ONIX
ONIX（オニクス、ONline Information eXchange）は、生産者・供給社・ライセンサーといった、知的財産コンテンツ（デジタルコンテンツか物理的なメディアかは問わない）の作成に関わる組織間での書誌情報の交換のために設計された書誌データ規格である。XMLで記述されている。
とりわけ、“ONIX for Books”は、EDItEURのONIXファミリーの中でははじめての、かつ、もっとも広く採用されている標準規格である。EDItEURが、Book Industry Communication (UK)とBook Industyr Study Group(US)と協同で開発し、国際運営委員会の指導のもとに、BIC、BISGのみならず、オーストラリア、ベルギー、カナダ、フィンランド、フランス、ドイツ、イタリア、韓国、オランダ、ノルウェイ、ロシア、スペイン、スウェーデンのユーザーグループによってメンテナンスを続けられている。
日本の出版業界では、一部書店等のEDIに利用されてきた経緯もあり、2011年4月よりJPO(日本出版インフラセンター)によって近刊書誌情報流通の基盤フォーマットとして活用が開始されている。